# Atenienses de Manatí
O Atenienses de Manatí é um clube profissional de basquetebol situada na cidade de Manatí, Porto Rico que disputa atualmente a BSN.